# Kap Tjeljuskin
Kap Tjeljuskin (russisk мыс Челюскина eller mys Tjeljuskija) er det nordligste punkt på det eurasiatiske kontinent og ligger 1.370 km fra Nordpolen og yderst på Tajmyrhalvøen, syd for øgruppen Severnaja Zemlja i Krasnojarsk kraj i Rusland. Det blev først kaldt Kap Øst-nord, men fik et nyt navn i 1842 til ære for Semjon Ivanovitj Tjeljuskin, som omtalte området efter en ekspedition i maj 1742.

## Historie
I 1919 sejlede Roald Amundsen med "Maud" forbi Kap Tsjeljuskin og lod to mænd, Peter Tessem og Paul Knutsen, forblive tilbage efter at ekspeditionen havde overvintret der. "Maud" fortsatte øst over i Laptevhavet og mændene blev bedt om at vente her til Karahavet frøs til og så bruge slæder til at rejse sydvestover mod Dikson med et brev fra Amundsen. De to mænd forsvandt imidlertid uden spor og blev aldrig fundet igen. I 1922 bad den norske regering en sovjetisk ekspedition ledet af Nikifor Begitsjev om at søge efter spor efter Peter Tessem og Paul Knutsen, men intet blev fundet, der kunne forklare deres skæbne.
I 1922 fandt Begitsjev og Urvantsev postpakkerne, et kompas og teodolit ni mil fra Dikson. Noget nærmere Dikson fandt de norske ski mærket "Hagen & Co Christiania". Blot tre kilometer fra telegrafstationen i Dikson fandt de et lig med en vielsesring i bæltet mærket "Din Pauline", og man antog, at liget var Tessem. Senere blev der rejst tvivl om liget i stedet kunne være Knutsen.
En meteorologisk station og en hydrologisk forskningsbase kaldet Polarstationen Kap Tsjeljuskin blev oprettet i 1932 og bestyret af Ivan Papanin. Stationen fik navnet "E.K. Fjodorov Hydrometeorologiske Observatorium" i 1983.
På næsset ligger den nordligste landingsplads for fly i Euroasien.